# حلزون‌های سرپوش‌دار زمینی
حلزون‌های سرپوش‌دار زمینی (نام علمی: Architaenioglossa) نام یک راسته از فراراسته تازه‌شکم‌پایان است.